# Witki (powiat warszawski zachodni)
Witki – wieś w Polsce położona w województwie mazowieckim, w powiecie warszawskim zachodnim, w gminie Błonie. Ma status sołectwa.
W latach 1975–1998 miejscowość należała administracyjnie do województwa warszawskiego.